# إف إن إف 2000 (أسلحة)
إف إن إف2000 (بالإنجليزية:FN F2000) بندقية رشاشة هجومية، من عيار 5.56×45mm ناتو، تستخدم نظام bullpup والذي يتميز بمخزن ذخيرة يسبق زناد الرمي، حيث يوفر حجم أصغر للبندقية وثبات أفضل عند الرمي، صممت بواسطة شركة FN Herstal البلجيكية.

## نبذة عامة عن السلاح
مند نهاية الثمنينات وبداية التسعينات، سعت الشركة البلجية FN Herstal لدخول عالم البنادق الهجومية، ببندقية تكون حديثة وأكثر تطوراً من البنادق الشائعة، وتحقق لها هذا بتصميمها للبندقية المتميزة FN F2000، التي خرجت إلى العالم في سنة 2001، وأظهرت عدة مزايا، كالفاعلية القتالية، والتصميم المتطور، وأيضاً احتوائها عدة إمكانيات اضافية - منظار، قاذف قنابل - لتجعل منها بندقية مناسبة للعديد من المهمات القتالية المتنوعة.
ومن تلك المهمات استخدامها في مهمات حفظ النظام، بحيث تطلق القنابل الغازية المسيلة للدموع، ومزوده بعدسة تكبير 1.6 X.
وتم مؤخراً اطلاق نوع جديد منها، وهي نسخة ميدانية أطلق عليها اسم FS2000 تتميز بسبطانة أطول من الأولى لكن بقيت بنفس الامتياز والدقة والإطلاق النصف آلي.
النسخة الميدانية ظهرت في منتصف 2006 ونظام عمله شبيه بنظام عمل PS90.
هذا السلاح وجد له عدد لابأس به من المشترين، حيث قبلته القوات الخاصة البلجيكية، وكذلك الجيش السلوفيني والنرويجي كما إقتنه باكستان والسعودية والعديد من الدول الأخرى.

## معرض صور

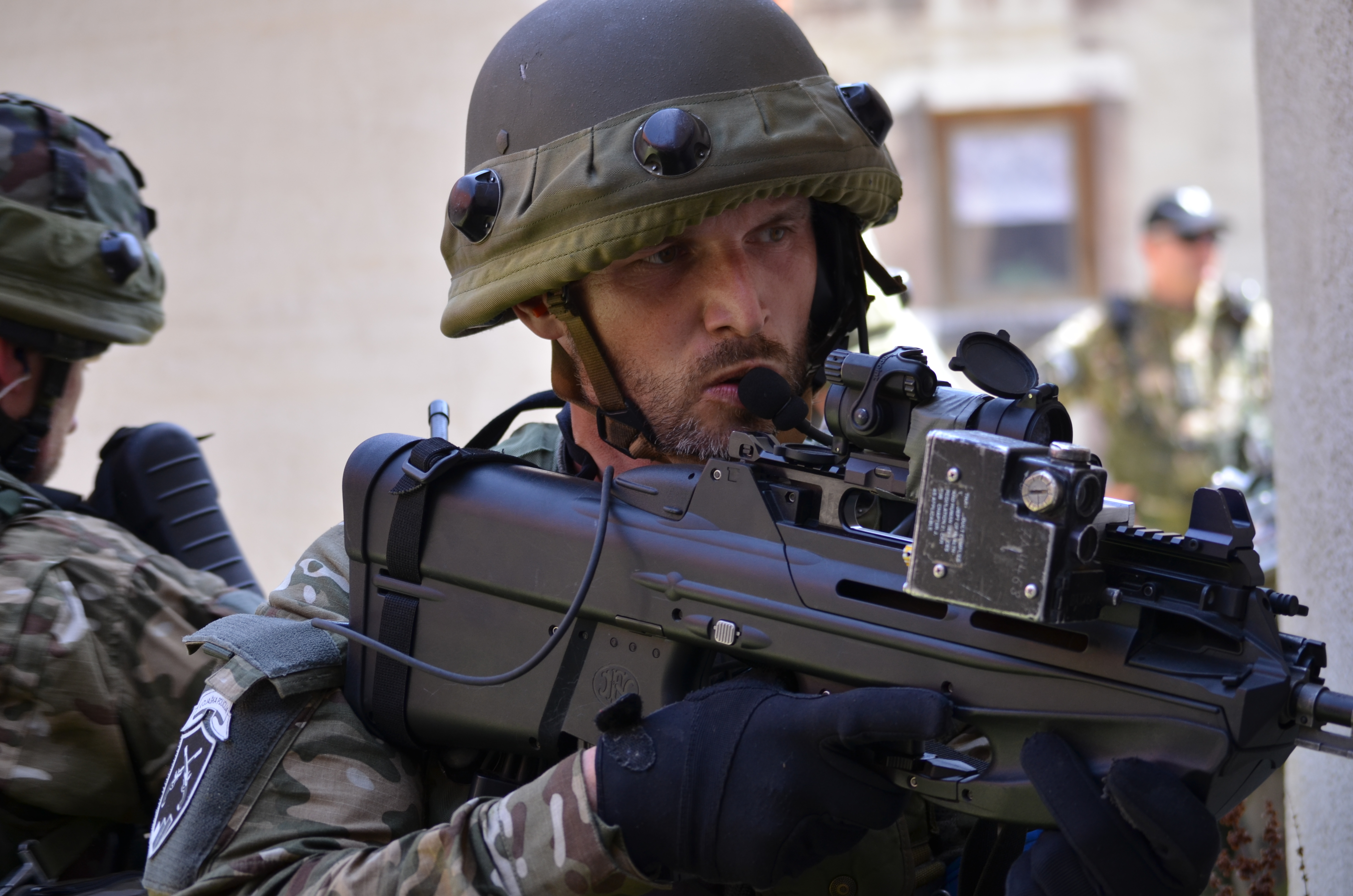
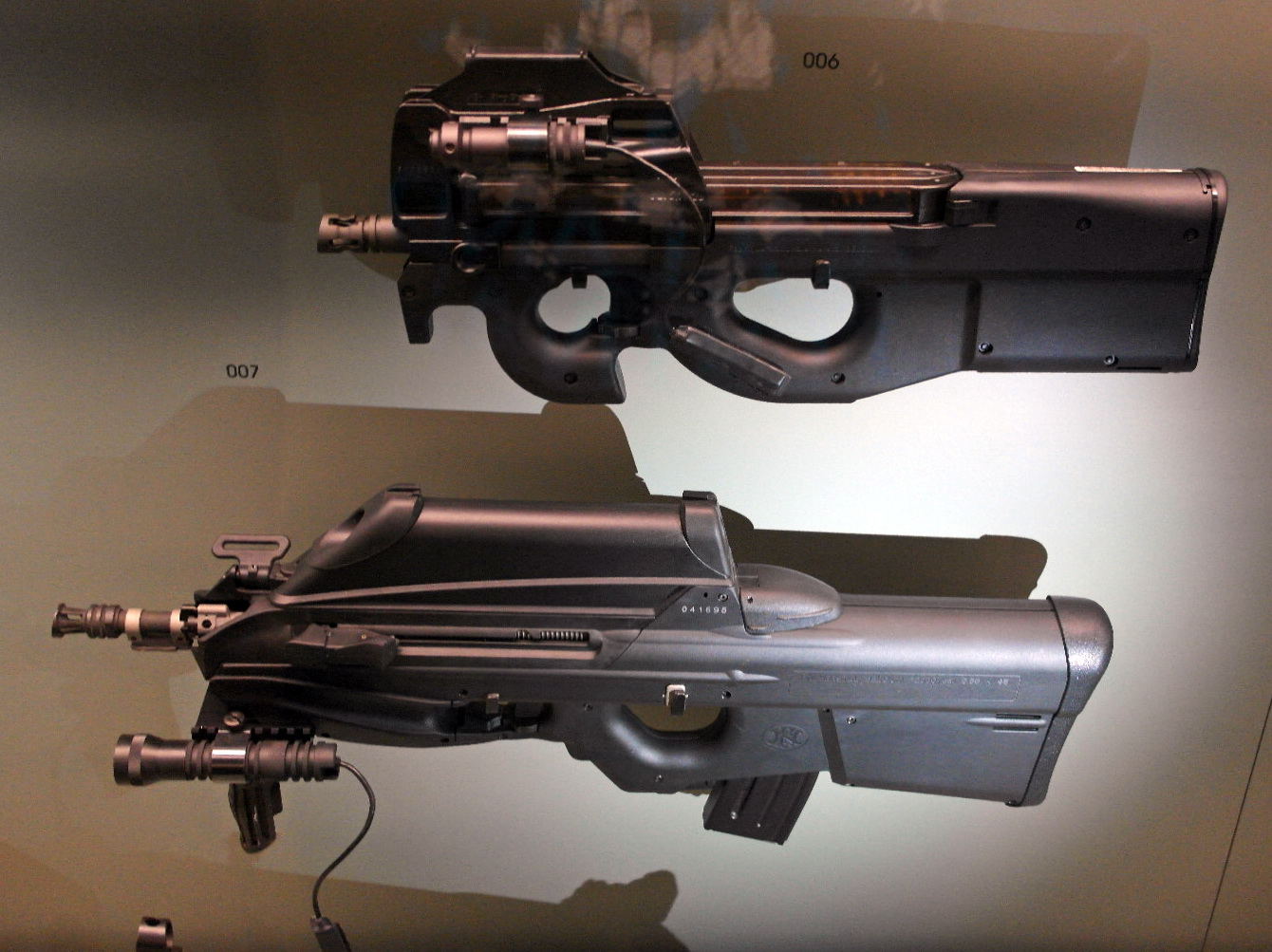
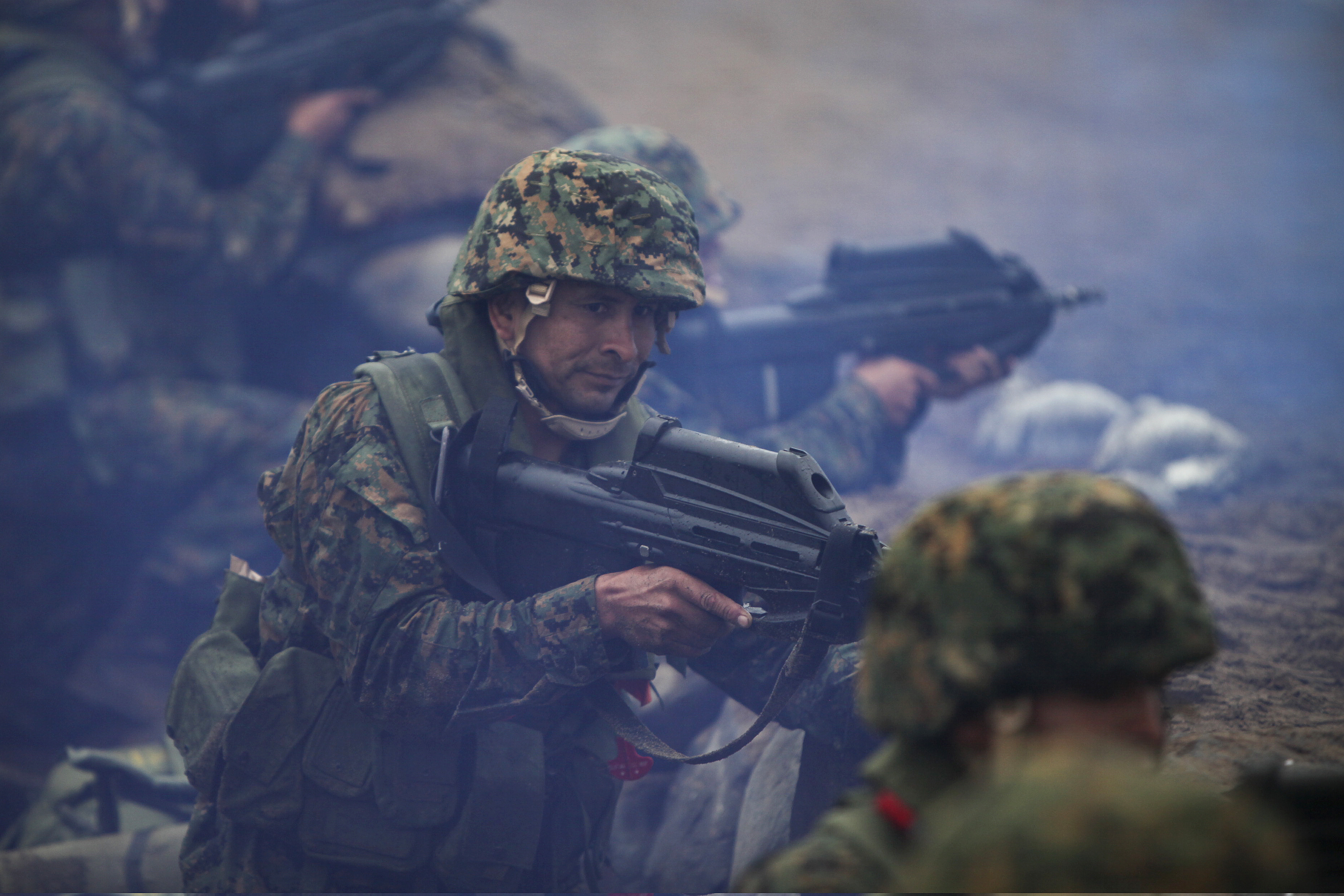

## الدول المستخدمة للسلاح

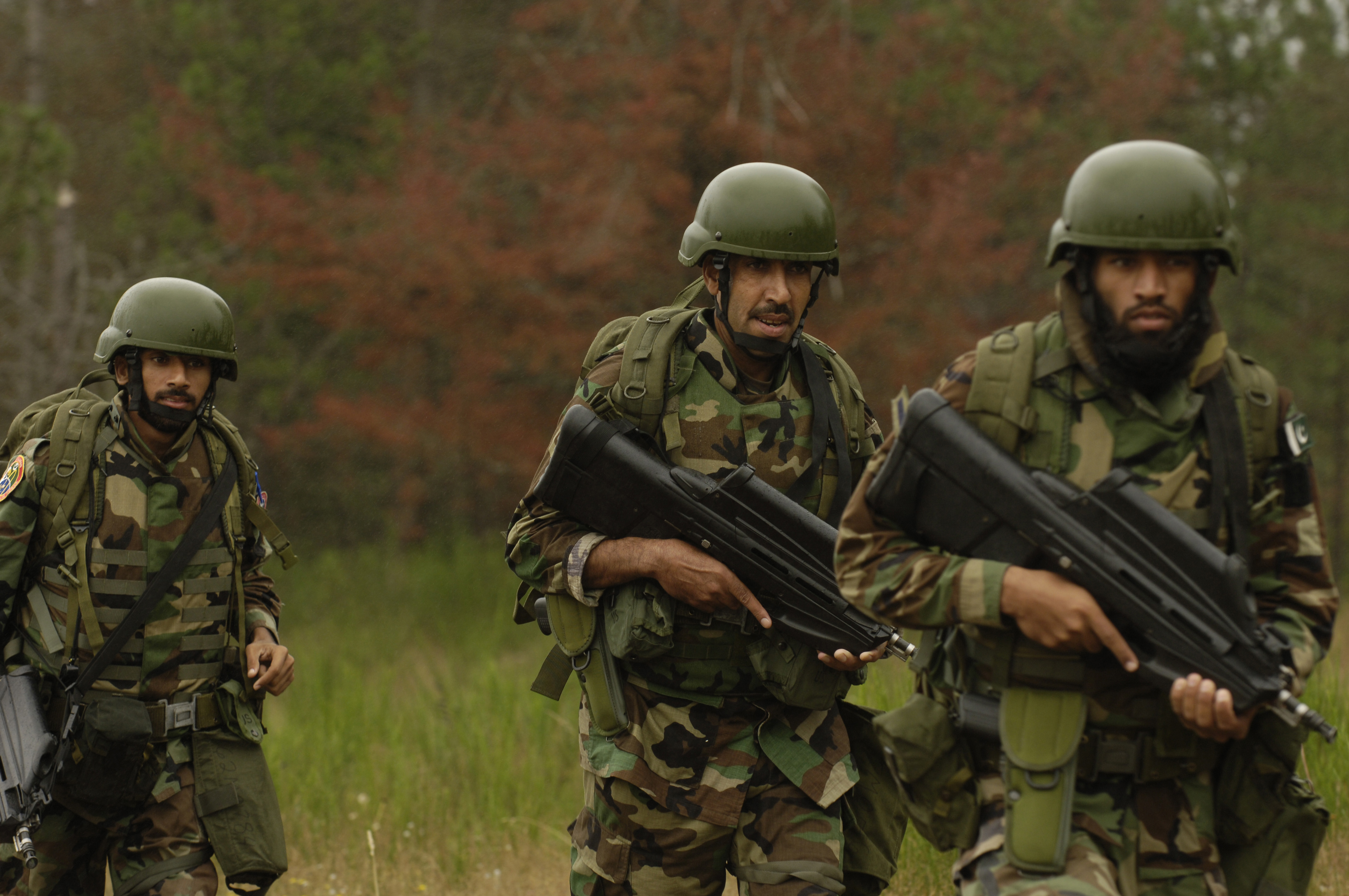
الجيش الباكستاني يستخدم السلاح إف 2000.

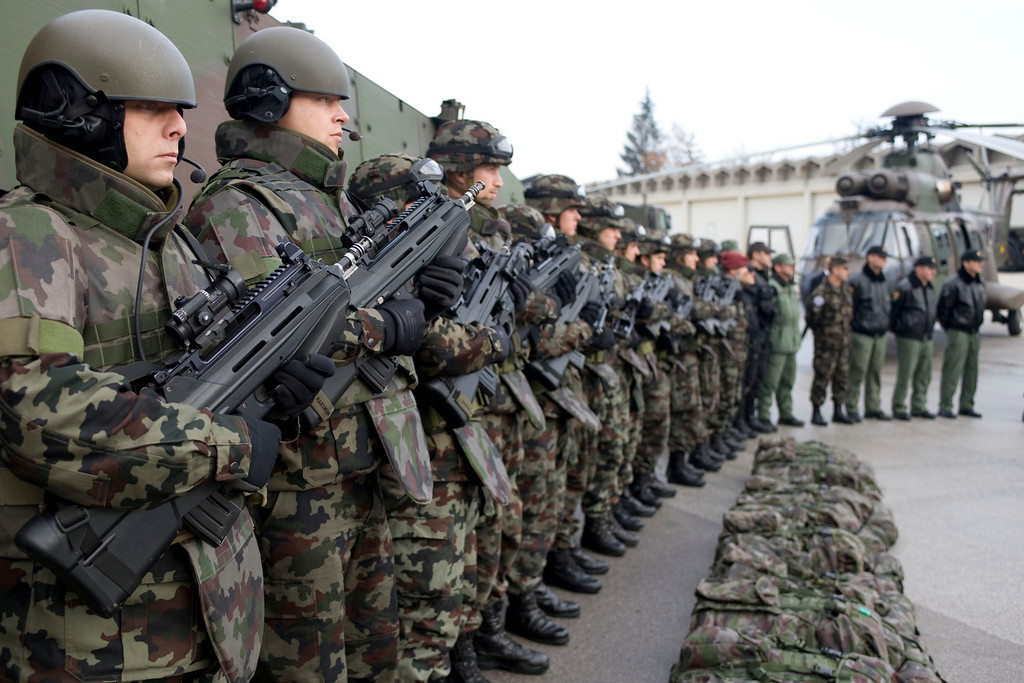
الجيش السلوفيني يستخدم السلاح في التدريبات.

- بلجيكا
- باكستان
- كرواتيا
- الهند
- الأرجنتين
- سلوفينيا
- بولندا
- السعودية